# Періяр
Періяр — річка на південному заході Індії, у штаті Керала.

## Загальна інформація
Довжина річки — 225 км. Починається біля хребта Західні Гати на кордоні зі штатом Тамілнад, тече на північ, до однойменного штучного озера, площею 31 км². Озеро утворене у заповіднику на висоті 850 м, серед гірських вершин. Звідси частина води через тунель переноситься через гори на схід, до річки Вайгай у Тамілнаді, де воду використовують для зрошення. З озера річка продовжує рух на північ, до дамби в окрузі Ідуккі, яка утворює водосховище з гідроелектростанцією, що є основним джерелом електроенергії для штату Керала. Далі річка тече на північний захід, спускаючись на рівнину. Перед впадінням до Аравійського моря, за 24 км північніше Кочі, повертає на захід.

## Антропогенний вплив
З кінця 20 століття на річці збудовано, крім згаданих вище, ще декілька дамб. Річка має велике значення для господарки штату Керала. На місцях сільськогосподарських угідь, які зрошувалися водами річки, виникли нафтохімічні підприємства, які виробляють пестициди, добрива, засоби для обробки шкіри, видобувають рідкісноземельні елементи. Підприємства беруть воду з річки, згодом до річки скидають неочищені промислові стоки. Внаслідок цього зникло 25 видів риб, шкідливі речовини виявлено у продуктах рослинного й тваринного походження, що тут виробляються, місцеві жителі хворіють на безпліддя.